# Малкият Содом
„Малкият Содом“ е български телевизионен филм филм (социално-психологическа драма) от 1984 година на режисьора Димитър Аврамов, по сценарий на Христо Калчев. Оператор е Венко Каблешков. Създаден е по едноименния разказ на Георги Стаматов, в който са отразени годините след Първата световна война. Музиката във филма е композирана от Вили Казасян, а художник е Владимир Лекарски.

## Актьорски състав
| Изпълнител          | Роля                     |
| ------------------- | ------------------------ |
| Любен Чаталов       | капитан Митя Абаров      |
| Иванка Димитрова    | Абарова, майката на Митя |
| Иван Янчев          | Абаров, бащата на Митя   |
| Димитрина Савова    | Ленчето, вуйната на Митя |
| Иван Гайдарджиев    | вуйчото на Митя          |
| Румен Иванов        | ординарец                |
| Ириней Константинов | капитан Кръстев          |
| Росица Кирилова     | певица                   |
| Стефка Илиева       |                          |
| Теодора Сиракова    |                          |
| Пламен Захов        |                          |
| Георги Стоянов      |                          |
| Венелин Венев       |                          |
| Любомир Димов       |                          |
| Софка Атанасова     |                          |
| Любен Желязков      |                          |
| Емил Михов          |                          |